# Abstellgenehmigung
Die Abstellgenehmigung, manchmal auch Garagenvertrag genannt, ermöglicht es dem Paketzusteller ein Paket an der Adresse des Empfängers  abzustellen, ohne zu klingeln. Alle größeren Paketdienste wie DHL, DPD, GLS, UPS bieten den Empfängern Abstellgenehmigungen an.

## Erläuterung
Bei einer Genehmigung zum Abstellen von Paketen handelt es sich um einen individuellen Vertrag zwischen dem Paketdienst und dem -empfänger. Der Empfänger ermächtigt den Paketdienst, das Paket oder die Pakete am vereinbarten Platz abzustellen, zum Beispiel neben der Haustür. In dem Fall wird das Paket abgestellt, die Zustellung wird quittiert und das Paket gilt nun vom Paketdienst als ordnungsgemäß zugestellt.

## Einmalig und unbefristet
Bei der einmaligen Genehmigung wird das einmalige Abstellen des Paketes eines bestimmten Versenders genehmigt und danach erlischt die Genehmigung automatisch. Die generelle Genehmigung erlaubt zeitlich unbefristet das Abstellen aller zukünftiger Pakete von allen Versendern, bis die Genehmigung widerrufen wird.

## Haftung
Der Paketdienst wird von einer Haftung freigestellt, d. h. wenn das Paket abgestellt wurde und dennoch verschwunden ist, haftet der Paketdienst nicht. Eine Schadensregulierung über die Transportversicherung ist bei Verlust nicht möglich. Stattdessen könnte die Möglichkeit einer abweichenden Lieferadresse genutzt werden, um eine zuverlässige Paket-Zustellung zu gewährleisten.